# Délai d'allumage
Le délai d'allumage, dans le domaine de l'astronautique, est l'intervalle de temps qui s'écoule entre l'apparition d'un signal délivré par la mise à feu et le moment où la pression devient supérieure à une valeur définie de manière conventionnelle. 
Il convient de ne pas confondre délai d'allumage et délai d'inflammation.
Le terme correspondant en anglais est ignition delay.

## Référence
Droit français : arrêté du 20 février 1995 relatif à la terminologie des sciences et techniques spatiales.